# Convenzione di El Arish
La Convenzione di El-Arish fu un armistizio firmato tra Francia e Impero Ottomano il 24 gennaio 1800. Sottoscritto nell'ambito della spedizione francese in Egitto, non fu possibile implementarlo a causa dell'opposizione della Gran Bretagna.

## Antefatti
La spedizione francese in Egitto, promossa dall'emergente generale Napoleone Bonaparte, puntava all'occupazione di un fondamentale scalo commerciale per costringere le navi inglesi a circumnavigare l'Africa e colpire conseguentemente l'economia britannica.
Dopo un facile sbarco in Egitto, i francesi avevano occupato il Paese, sconfiggendo la resistenza mamelucca presso le piramidi. Per evitare un'invasione ottomana, Napoleone si avventurò in una campagna in Siria, con l'obiettivo di distruggere qualsiasi esercito turco stesse arrivando contro i francesi. Dopo la distruzione della maggior parte di tale esercito presso il monte Tabor ed il fallito assedio di Acri, i francesi si ritirarono in Egitto, giusto in tempo per respingere un secondo esercito turco, sbarcato ad Aboukir.
Un mese dopo, nell'agosto del 1799, in seguito allo scoppio della guerra della seconda coalizione, Napoleone decise di lasciare i propri uomini in Egitto, sebbene a malincuore, e a ritornare in Francia. Il comando fu lasciato al generale Kléber.

## I negoziati

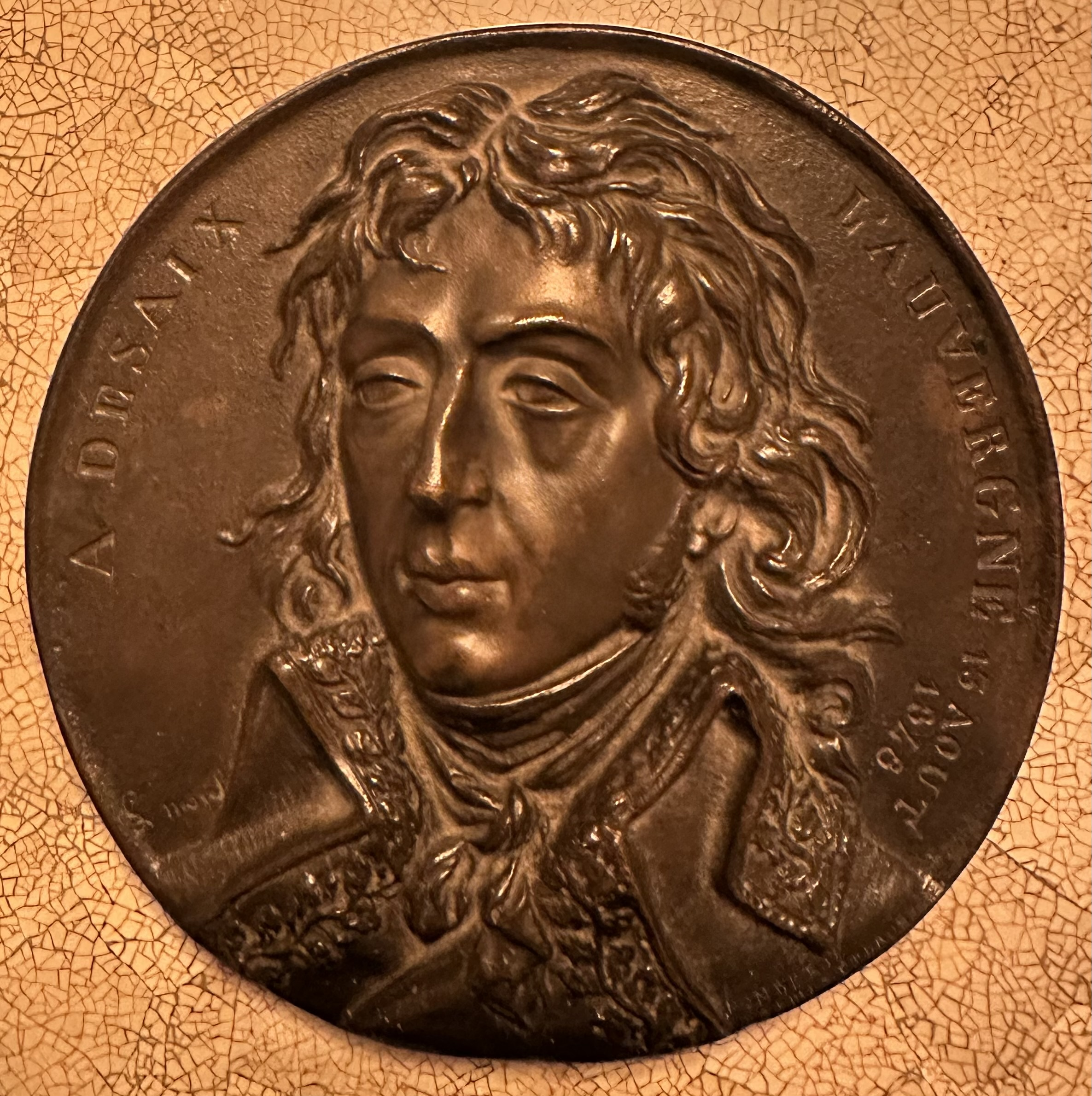
Moneta raffigurante il generale Desaix

Sebbene la volontà di Napoleone fosse quella di proseguire nella campagna, e le attuali condizioni dell'esercito francese lo permettevano, Kléber non era dello stesso parere: i francesi non avrebbero ricevuto alcun tipo di rinforzo, erano migliaia di chilometri lontani da casa, in un territorio circondato da musulmani a terra e navi inglesi nel mare. La sua convinzione era che, essendo ancora i francesi i padroni dell'Egitto, avrebbero potuto trattare una resa onorevole e, con un po' di fortuna, essere riportati in patria, dove avrebbero messo sotto processo Napoleone, colpevole di averli abbandonati.
Kléber scrisse numerose lettere sia al Gran Visir sia all'ammiraglio inglese Sidney Smith, che fino a pochi mesi prima era il responsabile della flotta inglese nel Mediterraneo orientale. Kléber cercava di intavolare una trattativa che avrebbe garantito alle sue truppe un ritorno a casa ed alla Francia il massimo guadagno possibile dalla spedizione egiziana. 
Kléber scelse Desaix come plenipotenziario, sebbene questi fosse concorde con il pensiero di Napoleone e volesse proseguire la campagna. Dall'altra parte, Smith, che era stato recentemente sostituito nel suo ruolo dall'ammiraglio Keith, iniziò le trattative non curandosi di informare i francesi di non avere autorità sufficiente per poter agire in autonomia. I negoziati ebbero inizio nel dicembre 1799 a bordo della nave Tigres, ancorata a Damietta.
I colloqui iniziarono in modo burrascoso: il visir esigeva che l'armata francese si costituisse prigioniera. Sidney Smith ristabilì la situazione, proponendo varie condizioni onorevoli.
Negli stessi giorni in cui le due parti avevano trovato un compromesso per arrivare ad un armistizio, un tragico incidente accadde il 22 dicembre: un gruppo di 30 000 tra turchi, mamelucchi, beduini ed inglesi accerchiarono il forte di El-Arish, tagliando le sue comunicazioni con l'Egitto. La guarnigione francese, rimasta totalmente isolata, sostenne per diversi giorni gli attacchi ripetuti di questo esercito. Non essendo in grado di sostenere tale pressione a lungo, la città cadde e la guarnigione venne massacrata.
L'arrivo di tale notizia a Kléber non modificò la sua linea di pensiero. Nei giorni precedenti, aveva fatto recapitare una serie di lettere ai diplomatici inglesi e ottomani, oltrepassando i suoi stessi plenipotenziari. Fortemente influenzato dai disastrosi rapporti che erano giunti dall'Europa, Kléber allentò notevolmente le sue pretese:
D'après cela et la situation plus que pénible dans laquelle je me trouve et qui devient de jour en jour plus difficile, je crois, comme général et comme citoyen, devoir me relàcher de mes premières prétentions, et tâcher de sortir d'un pays que, sous plus d'un rapport, je ne puis conserver, et duquel on ne paraît pas même s'occuper beaucoup en France, si ce n'est pour improuver sa conquête. L'espoir d'un renfort prompt et suffi sant devait nous engager à gagner du temps ;  cette espérance détruite, le temps que nous passons ici est perdu pour la patrie: hâtonsnous de lui porter un secours qu'elle est hors d'état de nous faire parvenir. En conséquence, dès que l'on vous proposera la simple neutralité de la Porte-Ottomane pendant la guerre, la libre sortie de l'Egypte avec armes, bagages et munitions, et la faculté de servir partout et contre tous à notre retour en France, vous devez conclure ce traité sans hésiter, et je m'empresserai de le confirmer.»
In considerazione di ciò e della situazione più che dolorosa in cui mi trovo e che diventa di giorno in giorno più difficile, credo, come generale e come cittadino, di dover allentare le mie prime pretese, e cercare di uscire da una situazione un paese che, sotto più di un aspetto, non posso preservare, e di cui in Francia non sembra che ci importi nemmeno molto, se non per dimostrare la sua conquista. La speranza di un rinforzo tempestivo e sufficiente dovrebbe incoraggiarci a guadagnare tempo; distrutta questa speranza, il tempo che trascorriamo qui è perduto per la patria: affrettiamoci a portarle l'aiuto che non può inviarci. Di conseguenza, non appena vi verrà offerta la semplice neutralità della Porta Ottomana durante la guerra, la libera uscita dall'Egitto con armi, bagagli e munizioni, e la possibilità di servire ovunque e contro tutti al nostro ritorno in Francia, dovete concludere questo trattato senza esitazione e mi affretterò a confermarlo.»
(Lettera di Kléber agli ambasciatori)
Stabilitosi a Salalieh, Kléber cambiò le sue posizioni, rinunciando ad alcune pretese, fra le quali quelle riguardanti le isole Ionie e Malta, ma pretese la rottura del patto russo-anglo-ottomano, siglato il 5 gennaio 1799 a Costantinopoli.

I francesi accettarono la proposta di spostare la sede dei colloqui. A causa dei venti e della poca disciplina delle truppe ottomane nella regione di Jaffa, la Tigres non poté attraccare a Gazah l'11 gennaio e fu costretta ad attendere due giorni. Dopo essere scesi a Gazah il 13 gennaio ed essere giunti ad el-Arish nei giorni seguenti, il 16 gennaio le trattative tra inglesi, turchi e francesi ripresero. A questi colloqui furono ammessi, oltre a Smith, Desaix e gli altri plenipotenziari, solamente l'agente consolare Franchini per la Russia, il segretario inglese Keith ed i dragomanni di Francia e Impero Ottomano.

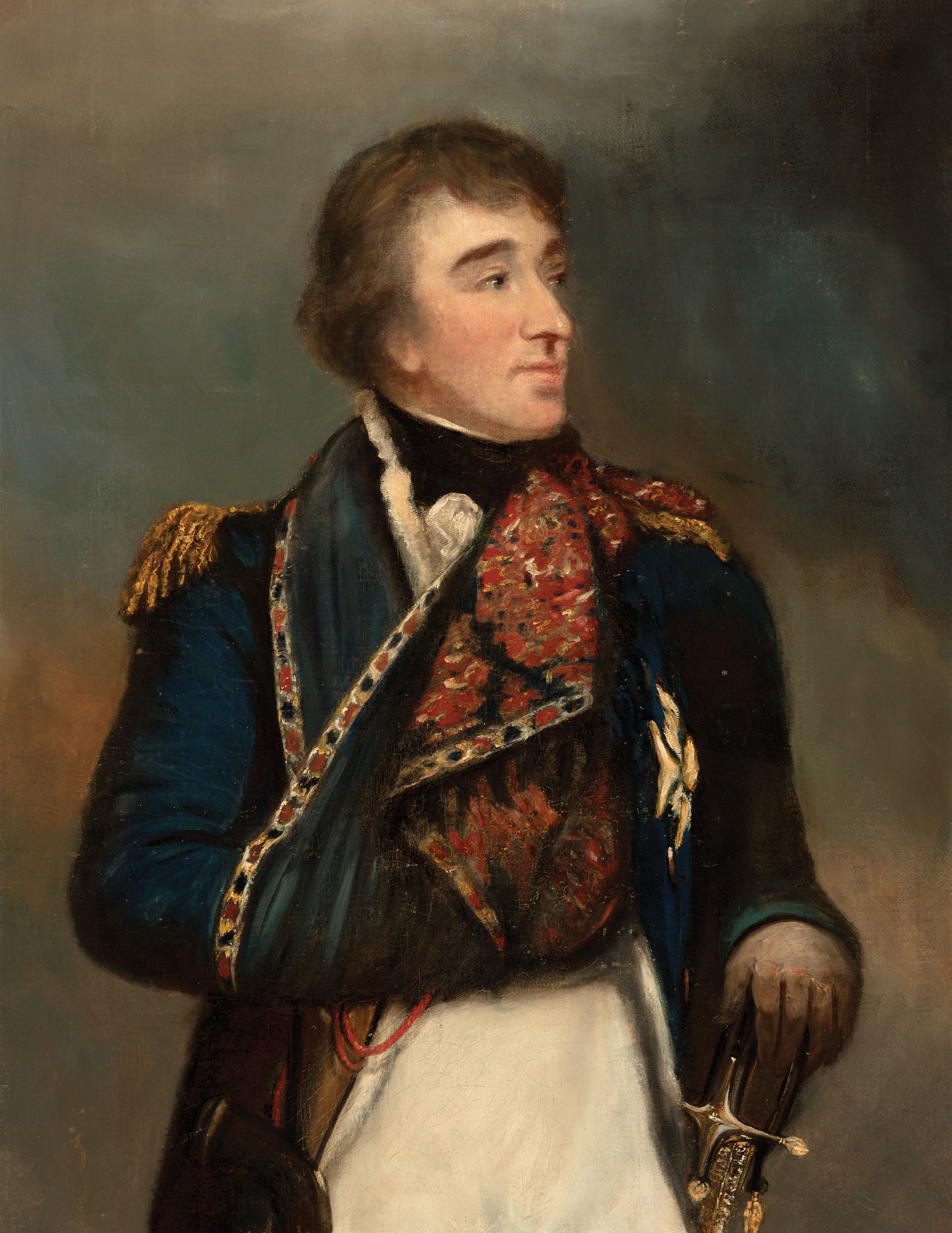
L'ammiraglio Smith nel 1802

Inizialmente a prevalere fu l'ostilità tra il generale Desaix e l'ammiraglio Smith: il primo non si fidava degli inglesi, che credeva stessero tramando alle loro spalle, trattando con i turchi contro il corpo di spedizione francese, spingendo i plenipotenziari turchi a parlare costantemente di punti non previsti nel programma comune. L'ostilità tra i due crebbe a tal punto che Desaix pronunciò parole di aperta sfida, dichiarando apertamente i propri sospetti su Smith. Il giorno seguente, dopo un discorso di apertura molto caloroso, Smith insistette così tanto con i turchi riguardo all'attenersi ai punti del programma che questi, sfiniti, si arresero alla richiesta di Smith. Terminato l'incontro, Desaix tese la mano a Smith e chiese a lui scusa per aver dubitato della sua imparzialità.
Parallelamente a ciò, Kléber aveva radunato quante più forze possibili a Katieh, preparandosi ad un'eventuale offensiva degli ottomani, dopo la conquista di El-Arish. Aveva 6 000 uomini. Tra le varie cose, Kléber autorizzò i plenipotenziari ad effettuare un'ulteriore rinuncia: la neutralità dell'Impero Ottomano in un futuro conflitto non era più richiesta, ma si chiedeva solo di trattare in modo che la posizione dei francesi non fosse comparabile ad una capitolazione. Subito dopo, però, Kléber parve particolarmente dubbioso: credeva che l'ultima concessione fosse stata fatta troppo in fretta e che questo avrebbe potuto influire sul progresso delle trattative. Convocò un concilio di guerra ed espose il proprio punto di vista agli altri generali ed ufficiali: sebbene vi fosse qualche dissenso, la maggior parte di essi concordava nell'idea che le uniche opzioni disponibili per l'Armata d'Oriente fossero una capitolazione o una guerra senza garanzia di successo. Dopo una lunga discussione, il consiglio di guerra si espresse nella ferma convinzione che evacuare l'Egitto fosse l'unica soluzione possibile, considerate le precarie condizioni economiche, l'impossibilità di ricevere alcun tipo di aiuto o rinforzo dalla Francia e il continuo deterioramento della salute delle truppe, dovuta alle malattie infettive che le avevano colpite.
Kléber scrisse una missiva privata a Desaix, dove lo invitava a seguire le decisioni del consiglio di guerra o a dimostrare che le loro deliberazioni erano sbagliate, in tal caso prendendo egli stesso le redini dell'esercito da Kléber. Una seconda missiva, questa volta indirizzata ad entrambi i plenipotenziari, li invitò ad accelerare le trattative, allegando le conclusioni e le deliberazioni del consiglio di guerra di Salalieh. Messe da parte le opinioni personali e seguendo le disposizioni del consiglio di guerra, nel giro di brevissimo tempo, in buona parte grazie al lavoro dell'ammiraglio Smith, le due parti riuscirono a raggiungere un'intesa il 24 gennaio 1800.

## Il trattato
Il trattato, composto da numerose clausole, venne firmato da Desaix per i francesi e dai due emissari del visir per gli ottomani. Si prevedeva, in sostanza, che l'esercito sarebbe stato trasportato in Francia con armi e bagagli, sia sulle proprie navi che su quelle che i turchi gli avrebbero fornito. Ad eccezione di Alessandria, Rosetta e Abukir, dove si sarebbero imbarcati i francesi, tutte le località dell'Egitto dovevano essere consegnate agli Ottomani entro termini prestabiliti: il più lontano, per la città del Cairo, era di 45 giorni, dalla data di ratifica. Era stata stipulata la liberazione di tutti i francesi e turchi in potere delle due potenze, e il Visir si impegnava a pagare all'esercito 3 000 borse (circa 3 milioni di franchi), nei tre mesi che la guerra doveva durare d'evacuazione. Due articoli del trattato gli assicuravano il libero ritorno in Francia, mediante passaporti rilasciati sia in nome della Porta che in quello dei suoi alleati.
L'evacuazione sarebbe avvenuta dai porti di Alessandria, Rosetta ed Abukir e sarebbe dovuta avvenire entro 40 giorni dalla firma del trattato, lo stesso tempo richiesto per sgombrare il Cairo dalle forze d'invasione francesi.
Smith s'impegnò a fornire i passaporti all'armata,ma i negoziatori francesi non si accorsero che l'ammiraglio Smith, presunto rappresentante della Gran Bretagna, non firmò gli accordi. Nonostante questa palese mancanza, la convenzione di El-Arish venne promulgata il 24 gennaio 1800 nella città portuale di El-Arish.

## Il fallimento della convenzione
Dopo aver siglato la convenzione, l'ammiraglio Smith si recò dal suo superiore per avere la ratifica dell'accordo. Questi, essendo contrariato dall'intesa raggiunta e dall'operato di Smith, negò il proprio appoggio, facendo naufragare l'accordo. Per essere precisi, il ministero di Londra aveva messo le mani su un duplicato del rapporto che Kléber aveva steso riguardante la situazione delle truppe francesi in Egitto, intercettandolo presso Tolone e inviando a Keith delle false informazioni: per quanto concerneva l'ammiraglio inglese, la posizione francese era così critica che l'unico modo per i francesi di poter essere trasportati in patria era di arrendersi. È lecito che credere che Smith avesse informato il governo inglese delle trattative e che la mancata ratifica del trattato fosse una loro macchinazione, piuttosto che un piano di Smith.
Kléber, la cui sicurezza e soddisfazione erano totali, non si accorse o non prestò attenzione sufficiente alla mancata firma di Smith e si impegnò sinceramente a rispettare le clausole della convenzione, iniziando i preparativi per l'abbandono dell'Egitto, esattamente come si adoperò a fare il corrispettivo funzionario ottomano. Kléber era tornato al Cairo per affrettare l'evacuazione: aveva inviato in Francia il generale Desaix per portare la notizia del ritorno dell'esercito al Direttorio, e una folla di altri generali, desiderosi di rivedere la patria, erano già saliti a bordo con lui. Katieh, Salahiéh, Belbeïs, Damietta, Lesbeh furono occupate dai turchi; Il Cairo sarebbe stato loro ceduto a breve; le truppe francesi stavano scendendo dall'Alto Egitto, ed avevano solo poche postazioni di scarsa importanza nel Delta, quando Kléber ricevette, tramite il commodoro Sidney-Smith, una lettera dell'ammiraglio Keith, che gli annunciava, in termini poco misurati, l'opposizione della Gran Bretagna al trattato di El-Arish.

## Conseguenze
La situazione era critica, ma Kléber non si perse d'animo. Riaprì delle trattative con il Gran Visir nel villaggio di Laccoubé, mentre l'esercito ottomano era solo a mezza giornata di marcia da Il Cairo. Approfittò del tempo guadagnato per far portare indietro le munizioni dirette verso Alessandria e praparare segretamente i suoi uomini ad un nuovo scontro. Nel frattempo, era giunto un messaggero dalla Francia, con l'annuncio del colpo di stato di Napoleone: Kléber, temendo che il rapporto scritto al Direttorio dove denunciava proprio Bonaparte darebbe giunto nelle sue mani, iniziò a credere che sarebbe stato punito se fosse tornato in patria da sconfitto. Nella sua visione delle cose, c'erano solo due opzioni: vincere o morire. Allora, prese a sé gli uomini nei dintorni del villaggio e rese pubblica la lettera di Keith.

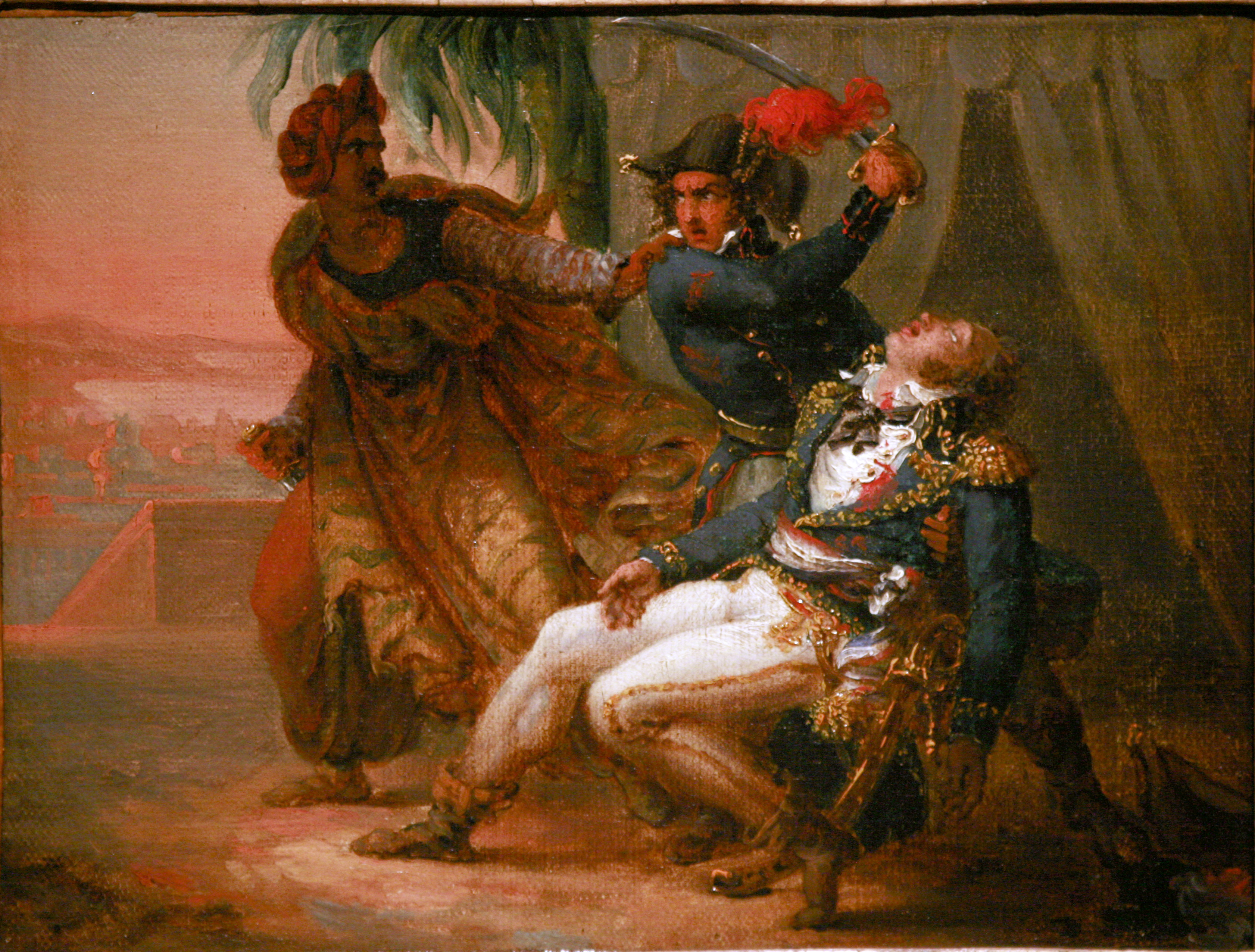
L'assassinio di Kléber, Antoin-Jean Gros

Presto, nel marzo 1800, un nuovo esercito turco-mamelucco penetrò in Egitto, costringendo Kléber ed i francesi rimasti ad uscire da Il Cairo, momentaneamente tornata sotto il controllo dell'Impero Ottomano. Pochi giorni dopo, riorganizzati e guidati da Kléber, i francesi attaccarono l'esercito nemico, vincendo una battaglia ad Eliopoli nonostante l'estrema inferiorità numerica. Poche settimane dopo, lo stesso giorno della battaglia di Marengo, Kléber fu assassinato da uno studente siriano. Il comando dell'esercito francese passò al generale Menou.
Il 27 giugno 1801 verrà firmato un nuovo trattato per regolare il ritiro delle truppe francesi dall'Egitto. L'accordo di pace finale sarà realizzato con il trattato di Parigi del 25 giugno 1802.
Curiosamente, dopo aver ricevuto informazioni migliori riguardanti la convezione di El Arish, il gabinetto inglese si dimostrò molto favorevole a ratificare l'accordo e ad evacuare i soldati francesi. Tuttavia, la morte di Kléber e l'ascesa di Menou come suo successore fecero naufragare ogni possibile accordo, essendo quest'ultimo contrario ad ogni possibilità di lasciare l'Egitto.